# Saint-Pierre-Bellevue
Saint-Pierre-Bellevue ist eine Gemeinde im Zentralmassiv in Frankreich. Sie gehört zur Region Nouvelle-Aquitaine, zum Département Creuse, zum Arrondissement Guéret und zum Kanton Bourganeuf. 

## Geographie
Sie grenzt im Norden an Vidaillat, im Osten an Le Monteil-au-Vicomte, im Süden an Royère-de-Vassivière und im Westen an Saint-Pardoux-Morterolles. Der Bach namens Tourtoulloux kommt vom Ortsteil Compeix.

## Geschichte
Bis 1829 waren Compeix und Saint-Pierre-le-Bost zwei eigenständige Gemeinden. Sie fusionierten zu Saint-Pierre-Bellevue.

### Bevölkerungsentwicklung
| Jahr      | 1962 | 1968 | 1975 | 1982 | 1990 | 1999 | 2008 | 2013 |
| --------- | ---- | ---- | ---- | ---- | ---- | ---- | ---- | ---- |
| Einwohner | 442  | 347  | 325  | 330  | 302  | 239  | 233  | 222  |

## Sehenswürdigkeiten
- Kirche Saint-Pierre
- Kirche Saint-Étienne im Ortsteil Le Compeix

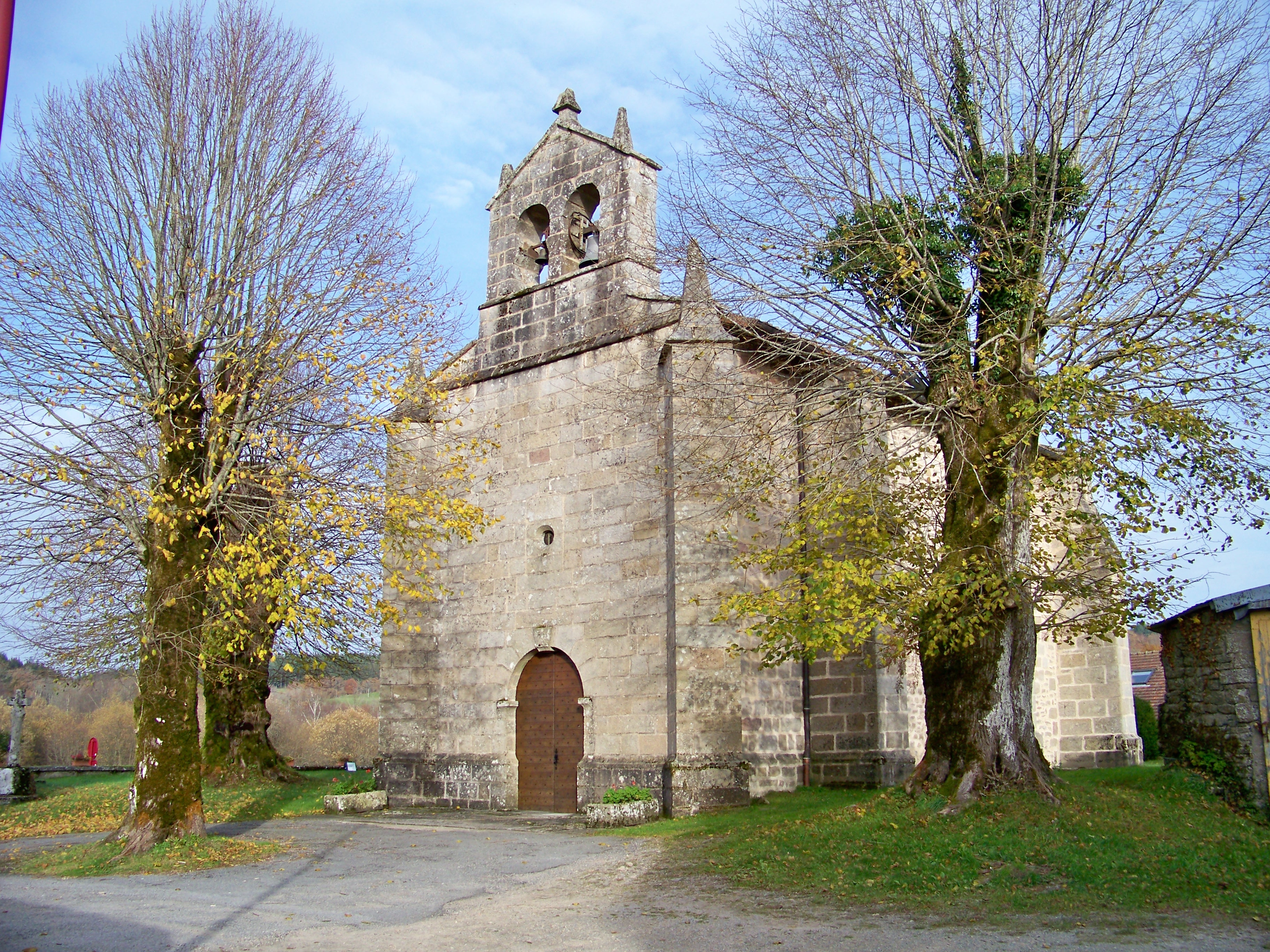
Kirche Saint-Étienne